# Florenzio Aliprindi
Florenzio Aliprindi (Florence, 1851 - Florence, 7 septembre 1936) était un général italien qui commandait le Ve corps d'armée à Vérone au début de la Première Guerre mondiale.
Avant la Grande Guerre, il était sous-chef d'état-major sous Alberto Pollio et commandant du VIIe corps d'armée à Ancône.

## Biographie
Il est né à Florence en 1851. Il s'engage dans l'armée royale (Regio Esercito) en 1869 et fréquente l'Académie royale militaire de Turin, qu'il quitte avec le grade de sous-lieutenant (sottotenente) affecté à l'arme de l'artillerie. Il suit les cours de l'école de guerre de Turin et, en 1878, il entre à l'état-major. Promu lieutenant (tenente) le 13 juin 1878, il entre en août de la même année dans l'état-major de la 11e division militaire de Florence. Le 14 octobre 1878, il est transféré dans l'état-major de la 12e division militaire de Pérouse.
Avec le grade de major (maggiore) en 1889, il sert dans l'état-major du IIIe corps d'armée à Milan, alors sous le commandement du lieutenant général (tenente generale) Ezio De Vecchi. Promu au grade de colonel (colonnello), il est commandant du 59e régiment d'infanterie entre le 16 août 1893 et le 27 février 1896, participant à la guerre d'Abyssinie en 1895-1896, puis à nouveau entre le 22 mai 1896 et le 26 août 1897. Il est ensuite chef d'état-major du Xe corps d'armée. Il devient major-général (maggior generale) le 16 février 1900, commandant la brigade "Pinerolo", et est promu lieutenant-général (tenente generale) en 1907, puis commande la division militaire de Catanzaro (22e). Lorsqu'il reprend le service avec le commandement du corps d'armée, il occupe le poste de sous-chef d'état-major sous Alberto Pollio. puis est nommé commandant (31 août 1910) du VIIe corps d'armée à Ancône. Lorsque le royaume d'Italie entre en guerre le 24 mai 1915, il commande le Ve corps d'armée à Vérone, opérant au sein de la 1re armée du lieutenant général Roberto Brusati dans le secteur du Trentin. Il reste à la tête du 5e corps d'armée dans la zone d'opérations jusqu'au 26 juin, date à laquelle il est relevé de son commandement par Luigi Cadorna et remplacé par le lieutenant général Gaetano Zoppi. Démobilisé, il est nommé commandant du corps d'armée territorial de Bologne, puis devient inspecteur extraordinaire à la disposition du ministère de la Guerre avec le grade de commandant d'armée et est décoré de la médaille mauricienne. Le 28 février 1926, il devient membre correspondant de l'Accademia Toscana di Scienze e Lettere "La Colombaria", dont il devient citoyen le 24 décembre 1933.
Il est décédé à Florence le 7 septembre 1936.

## Distinctions honorifiques
- Chevalier de grand-croix décoré du grand ordon de l'ordre de la Couronne d'Italie
 - Grand officier de l'ordre des Saints-Maurice-et-Lazare - arrêté royal du 29 mai 1913.
 - Médaille commémorative des campagnes d'Afrique
 - Médaille commémorative de la guerre italo-autrichienne 1915-1918
 - Médaille commémorative de l'Unité italienne
 - Médaille italienne de la Victoire interalliée
 - Médaille de la Mauricie - arrêté royal du 10 octobre 1916.